# Teatro Peón Contreras
El Teatro Peón Contreras, edificado en la ciudad de Mérida, capital del estado de Yucatán a principios del siglo XX y planificado por arquitectos europeos, es uno de los teatros de ópera más importantes de México. A inicios de 1916, en él se llevó a cabo el Primer Congreso Feminista de Yucatán, que también fue el primero del país. Es, asimismo, el escenario teatral más antiguo de Mérida que recibió su primer nombre en 1806, renombrado después el 27 de diciembre de 1878 por iniciativa de los periódicos Semanario Yucateco  y Revista de Mérida, aunque el edificio actual, en la misma ubicación que los anteriores, fue construido posteriormente, entre 1900 y 1908, inaugurado el 21 de diciembre de 1908 y reinaugurado el 13 de diciembre de 1981.
Es el primer teatro erigido en Mérida; sin embargo, ha tenido tres nombres y tres edificios, incluyendo el actual. Sucesivamente se llamó, antes de llevar el nombre de don José Peón Contreras, dramaturgo y escritor mexicano nacido en Yucatán en 1847 y muerto en 1907, Teatro San Carlos y Teatro Bolio. En 1806 se inició la elección del primero, Teatro San Carlos, en tanto que setenta y un años después, en 1877, el señor Antonino Bolio Guzmán, lo adquirió cambiándole el nombre y haciéndole mejoras importantes. Pero muy pronto, solo una temporada teatral después, mediante una permuta, Francisco Zavala adquirió el teatro y le dio un nuevo impulso, así como su nombre actual.

## Historia a partir de su último cambio de nombre
Aceptada que fue la iniciativa de los periódicos antes señalados y adoptado como nombre del recinto el del escritor, médico y dramaturgo, don José Peón Contreras, quien se encontraba en pleno apogeo de su carrera, el Teatro inició sus actividades en 1878 con la presentación de la obra El sacrificio de la vida del homenajeado autor. Se dispuso en ese entonces hacer que la sala también presentara funciones del entonces novedoso cinematógrafo y fue así que en 1897 se instaló un equipo con la tecnología de los hermanos Lumiere que estaban recién presentando su invención al mundo y que permitió la proyección de películas (fotografías animadas) de la época.
El año 1899, después de varias temporadas de teatro, ópera italiana y zarzuela, contando esta última con la preferencia del público local, se integró la Empresa Teatral de Mérida cuya primera acción fue la de comprar el predio en el que se encontraba instalado el teatro, junto con otros dos predios vecinos. Con esto, se toma la decisión de demoler totalmente el ya viejo edificio empezando una nueva construcción precisamente en el amanecer del siglo XX.
Se encargó la construcción a un contratista italiano de nombre Enrico Deserti a partir de un proyecto arquitectónico del también italiano Pío Pialentini. En diciembre de 1900 se comenzó a construir el edificio. En 1902 hubo de hipotecarse el predio y la inconclusa construcción para poder terminarla. En 1906 la empresa se declaró insolvente y tuvo que vender para cubrir sus deudas. Lo adquirió el señor Augusto Peón, quien cedió sus derechos de propiedad a la Sociedad Regil y Portuondo en ese mismo año. Finalmente el teatro fue inaugurado el mes de diciembre de 1908 con una velada musical para fines benéficos. 
El recinto fue construido dentro del estilo arquitectónico denominado eclecticismo académico, en boga en ese entonces particularmente en Francia. Se le adaptó al caluroso clima local, con amplios corredores que facilitan su ventilación. Se le dotó asimismo, de una generosa escalinata de mármol que permite el ingreso a la sala principal y que conduce a las galerías de un segundo piso, en donde hay espacio para reuniones y festividades. Se dispusieron cinco niveles de palcos, aparte de un lunetario que en conjunto permiten una asistencia de 700 a 750 personas. Un amplio escenario y un foso orquestal completan el conjunto, además de una magnífica cúpula que se encuentra adornada por delicadas pinturas de musas griegas.

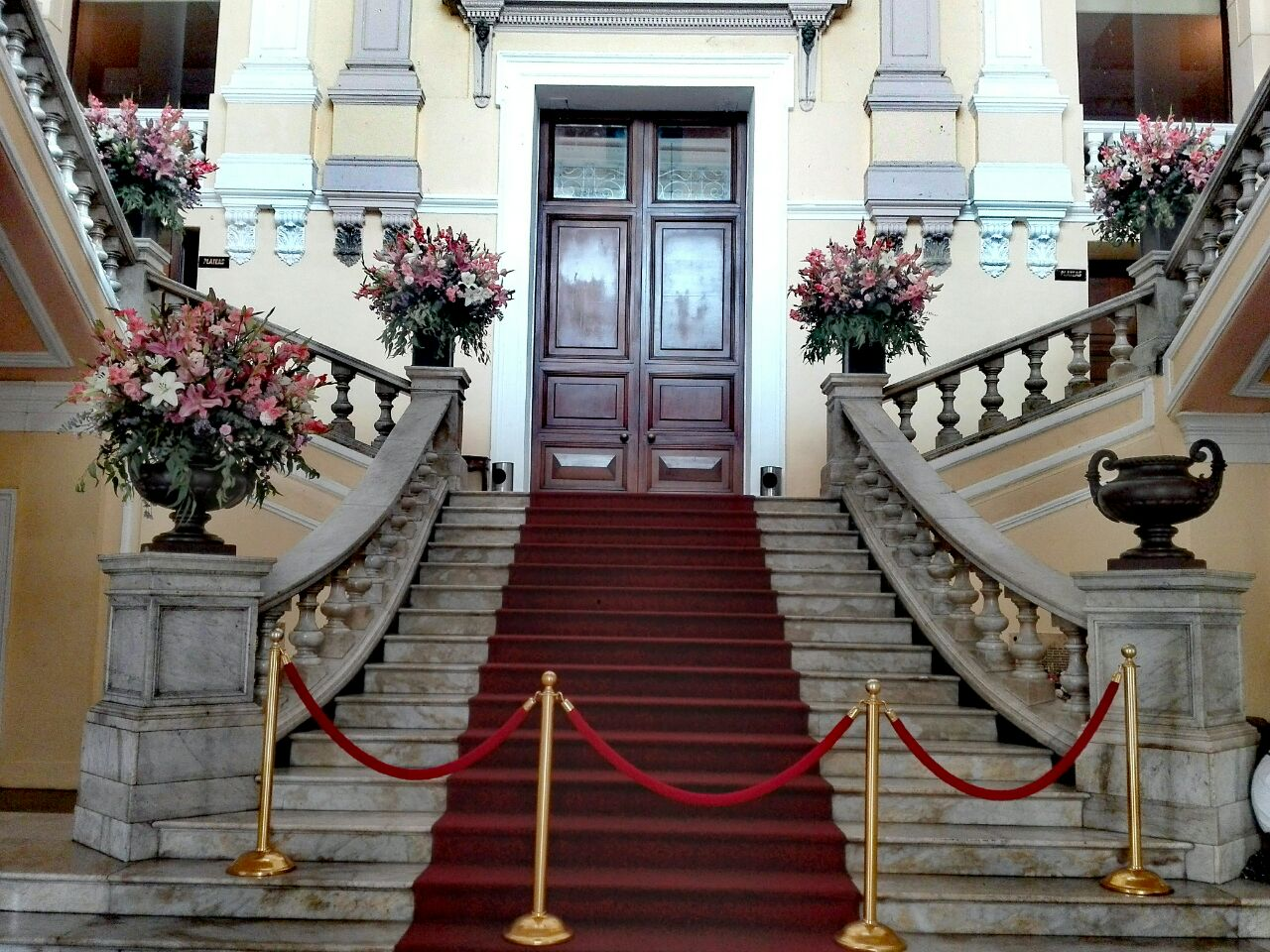
Escaleras principales del teatro.

## Primera época del nuevo teatro
Durante 32 años, el espléndido teatro que había sido ofrecido a la sociedad yucateca, funcionó normalmente satisfaciendo las expectativas de sus propietarios y del público asistente. Fue durante ese período sede de numerosas funciones de ópera, zarzuela, teatro, ballet, representaciones artísticas de la más variada índole y hasta de actos políticos frecuentes, incluyendo cenas de gala en las magníficas galerías que ven hacia la calle 60, principal arteria en ese entonces de la Ciudad de Mérida.
En 1940, la modernidad y el interés comercial habrían de convertir el teatro en una sala cinematográfica, para desazón del público orientado a espectáculos más nobles y tradicionales. Dejó de ser Teatro, para convertirse en el Cinema Peón Contreras.

## Segunda época del teatro
Otros treinta y tantos años habrían de pasar para que el teatro volviera a serlo. En 1974, las autoridades clausuraron la sala por el deplorable estado en que se encontraba y por evidentes razones de seguridad pública. Por su prestigio e imponente presencia, en 1977 fue declarado monumento histórico y de interés público. En 1979 fue expropiado por el gobierno local y con ayuda del gobierno federal fue iniciada su restauración total. En 1981 el gobernador Francisco Luna Kan reinauguró el parcialmente restaurado edificio, pronunciando ahí su sexto y último informe de gobierno. Pero no sería sino hasta el otoño de 1984 cuando la costosa y prolongada restauración habría de terminarse para dar inicio a la tercera etapa del teatro que es la actual.

## Tercera época
Desde  1984 el teatro volvió a escenificar diversos eventos de carácter cultural y social con el beneplácito del público meridano, entre los que han sobresalido los Otoños culturales, en que connotados artistas nacionales e internacionales fueron traídos para hacer diversos espectáculos musicales y teatrales. Alicia Alonso, con el famoso Ballet Nacional de Cuba fue también huésped distinguido del teatro entonces. Ha sido desde entonces persistente la intención de los sucesivos gobiernos estatales de mantener el recinto de manera adecuada, habiéndosele dotado más recientemente de modernos equipos sonoros, de silencioso aire acondicionado, de cómodas y acojinadas butacas y de todo un sistema de aislamiento acústico y térmico para hacer de él un lugar cómodo y acogedor a la altura de las pretensiones de un público asiduo que constantemente acude, hasta agotar, sus localidades.
En febrero de 1999, en el teatro se realizó la reunión bilateral México-Estados Unidos, que encabezaron los presidentes Ernesto Zedillo Ponce de León y William Jefferson Clinton, con sus respectivas esposas y secretarios de Estado.
En el año 2000 fue sede junto con otros espacios públicos, de los eventos realizados en la Ciudad de Mérida que fue designada Capital Americana de la Cultura.
A partir del año 2004 es la sede oficial de la nueva Orquesta Sinfónica de Yucatán, que encuentra en este teatro, monumento histórico de Yucatán, el marco para su desempeño filarmónico, operístico y de ballet.

## Incendio
El 1 de noviembre del año 2022 sufrió un incendio el cual se originó a partir de un cortocircuito en la cabina de sonido ubicada en el tercer piso, afectando gran parte del inmueble. Entre los daños, se reportó la pérdida del fresco pintado por Nicolás Allegretti en la cúpula superior, palcos, plateas, equipo de iluminación y otros elementos decorativos de madera y metal.

## Galería

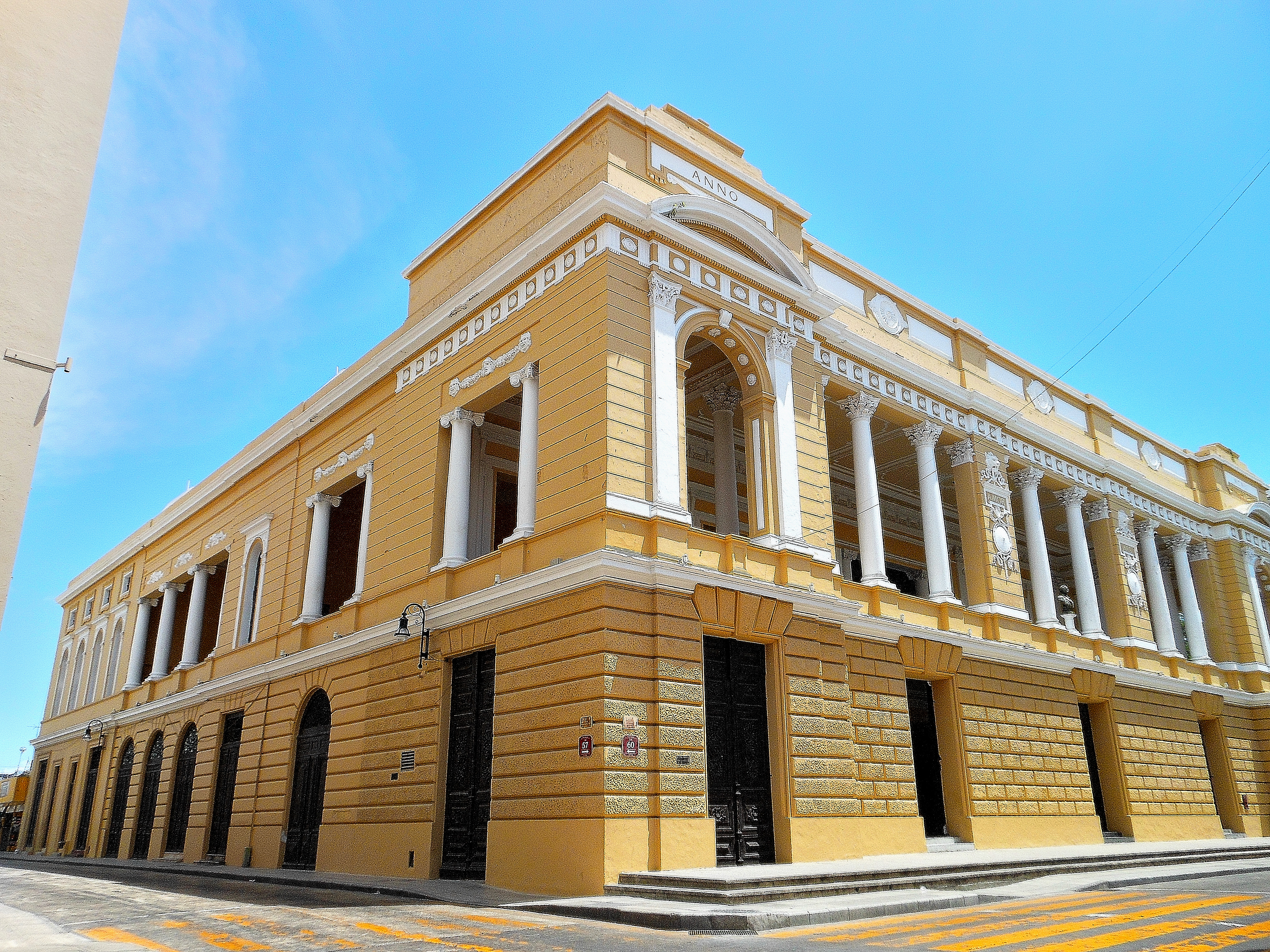
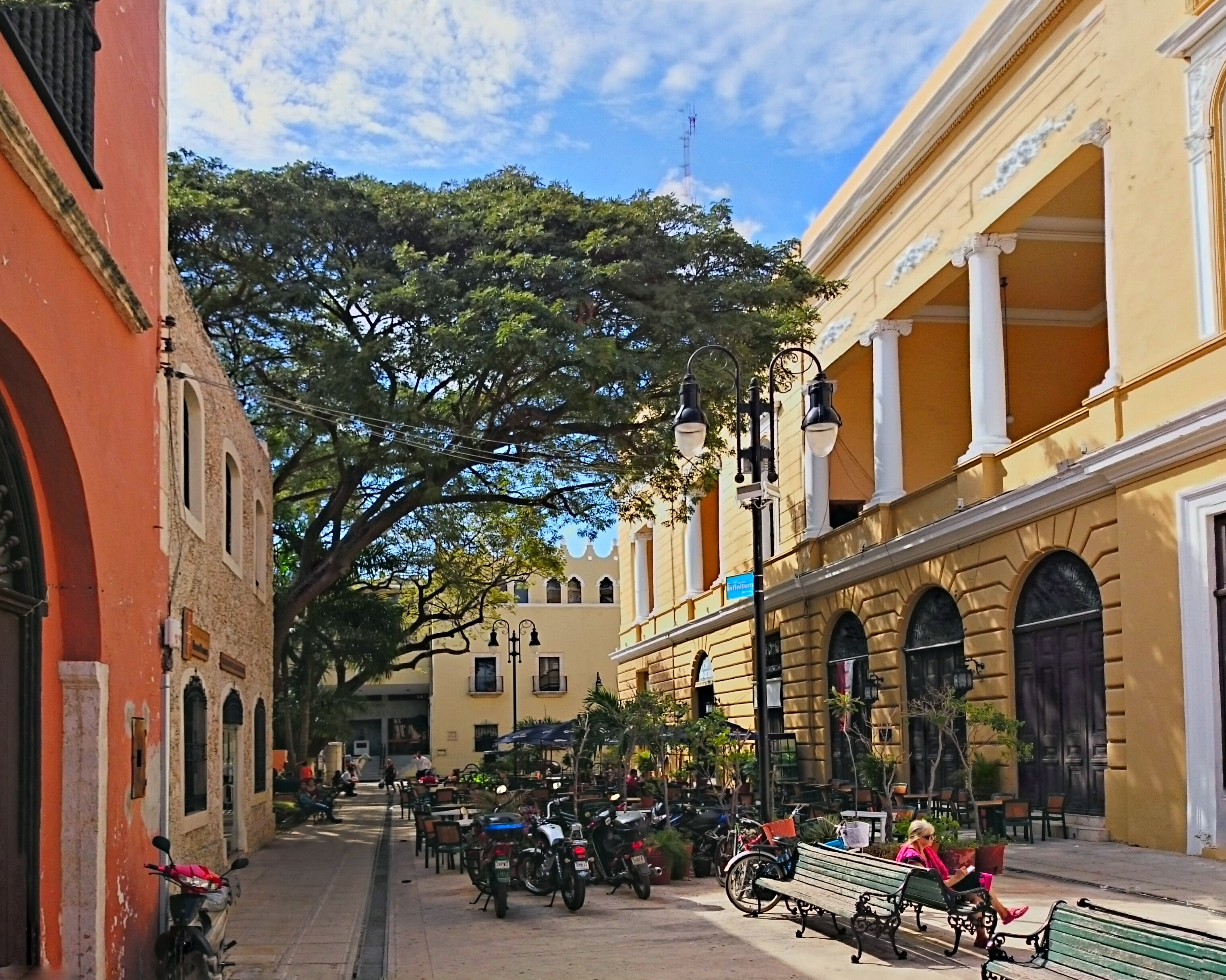
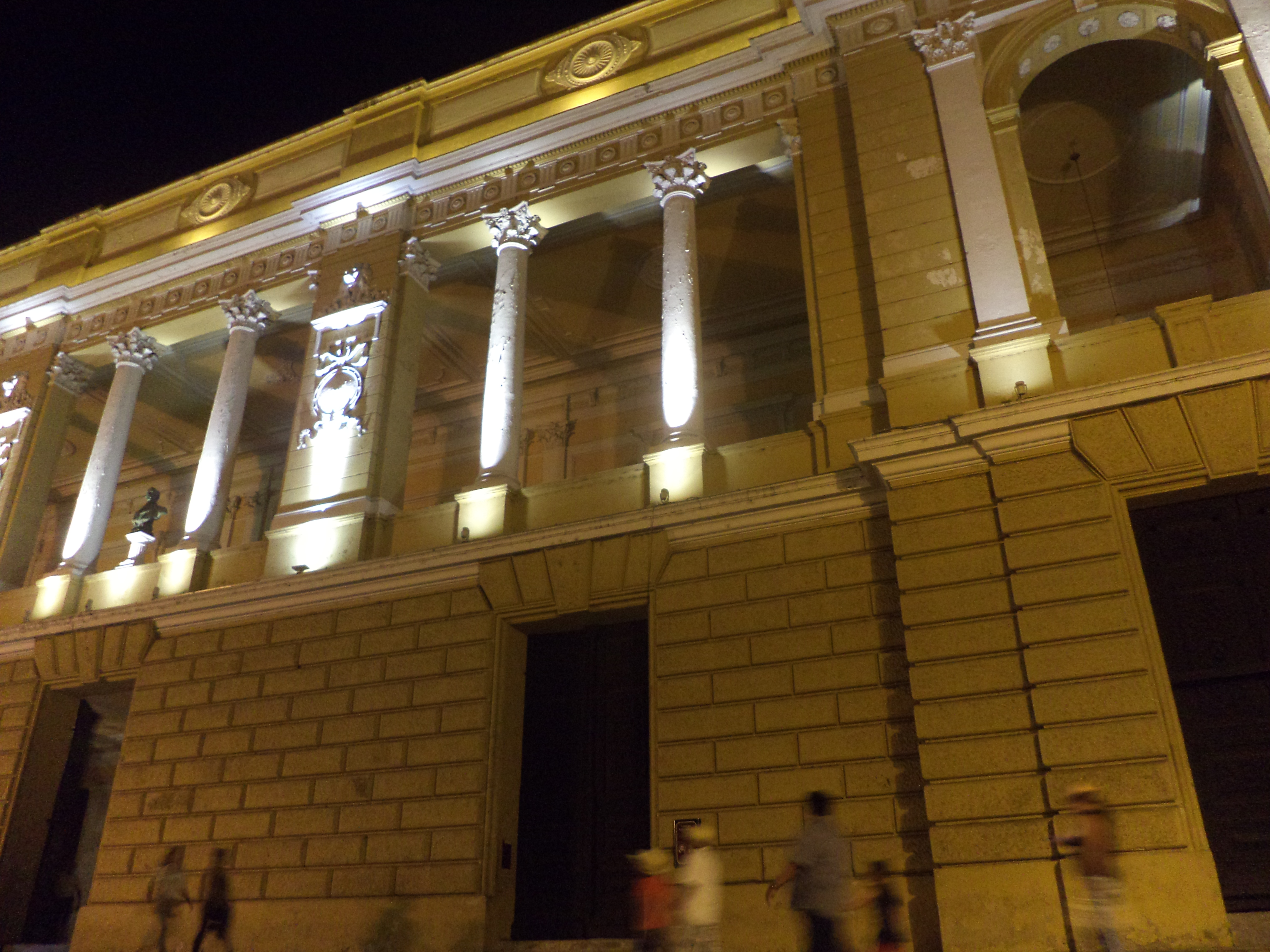
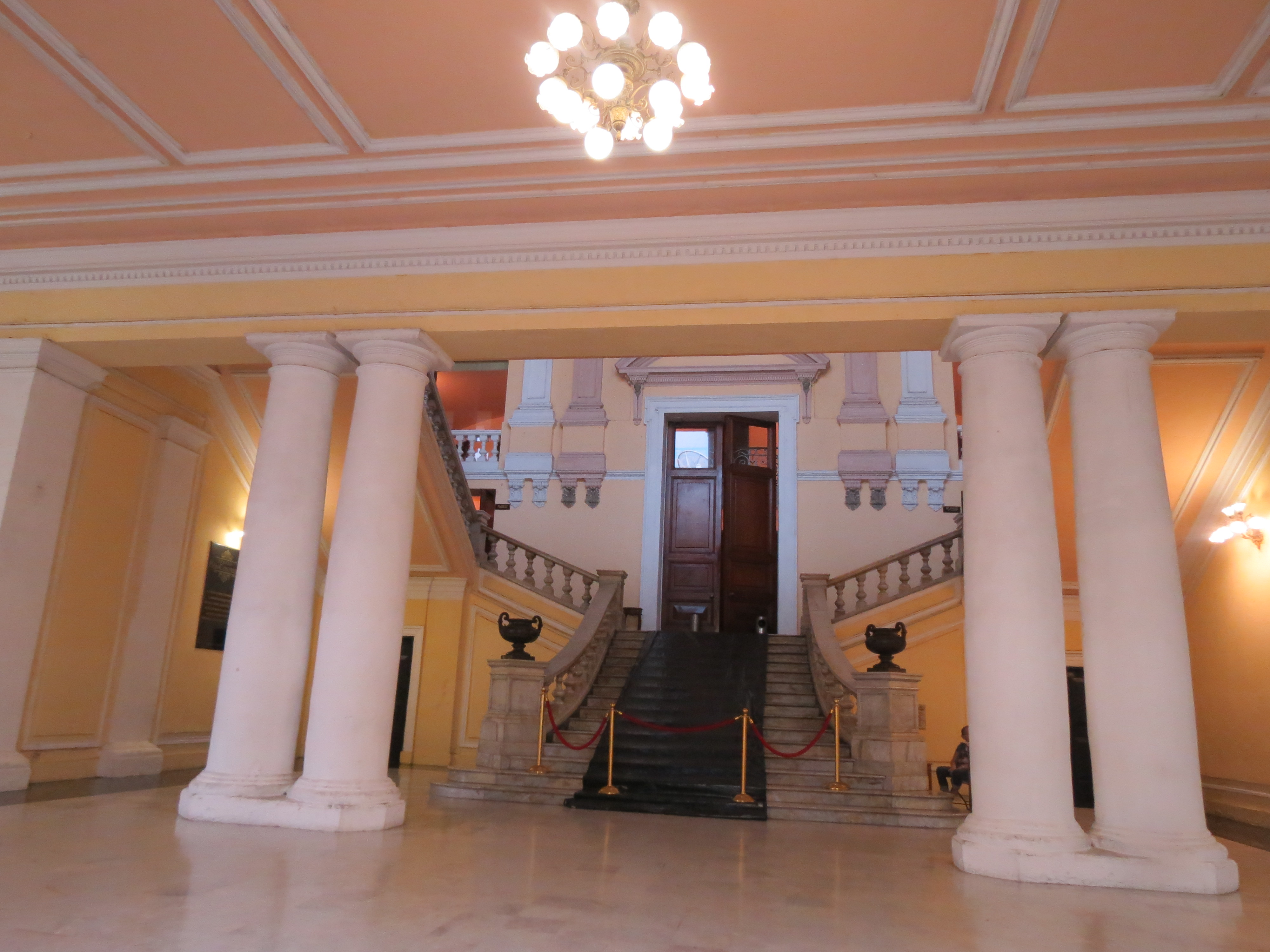
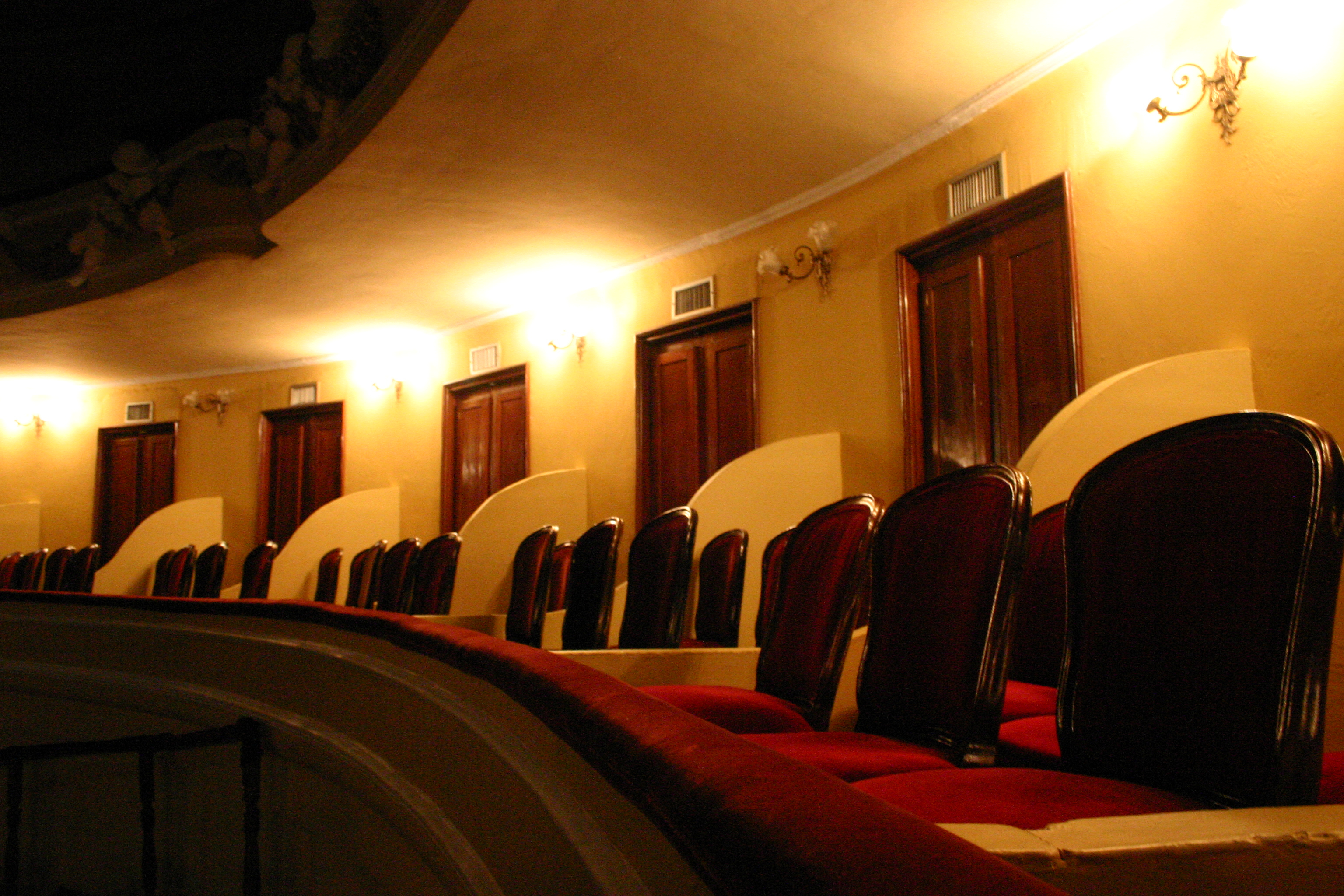
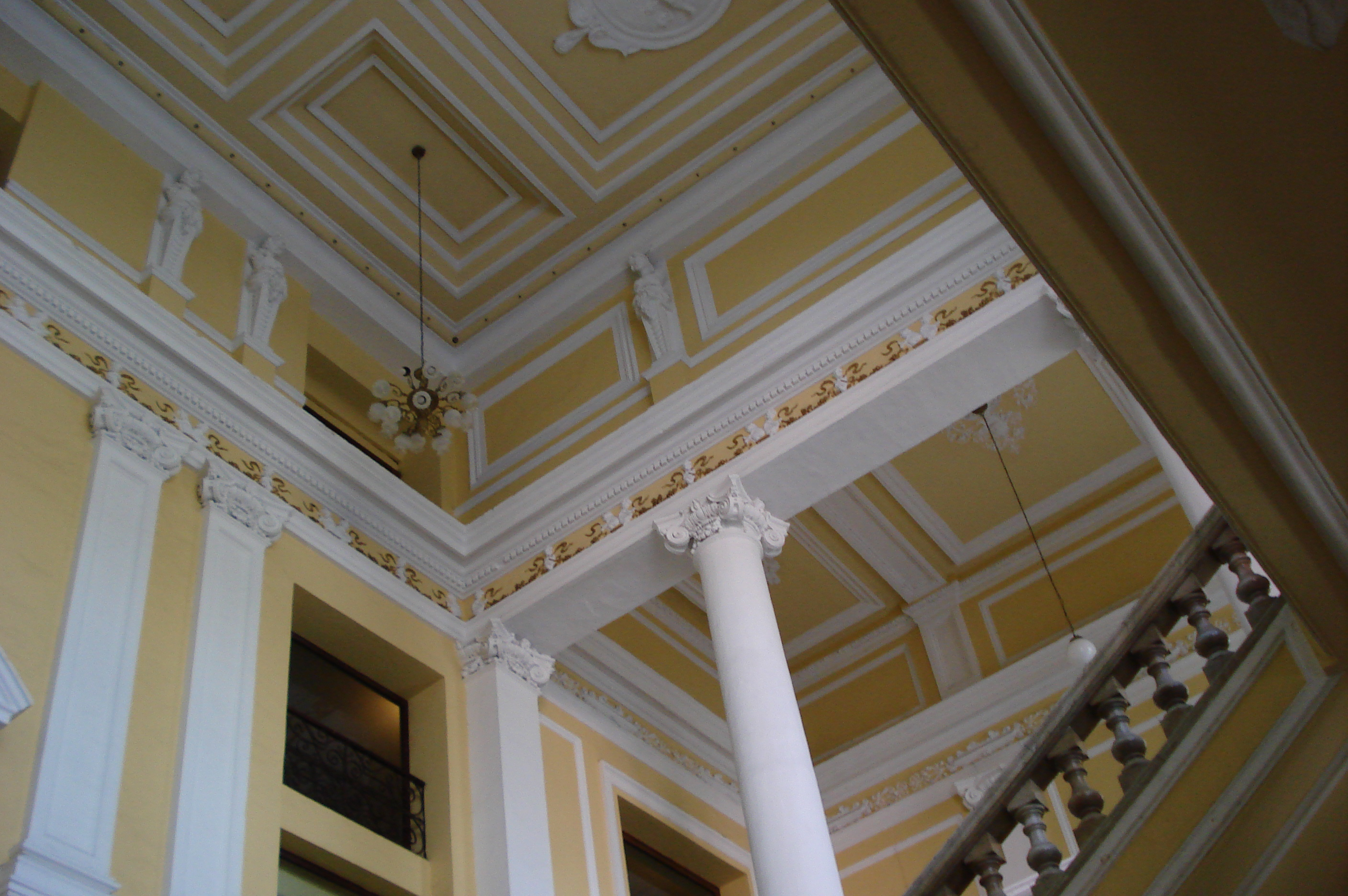
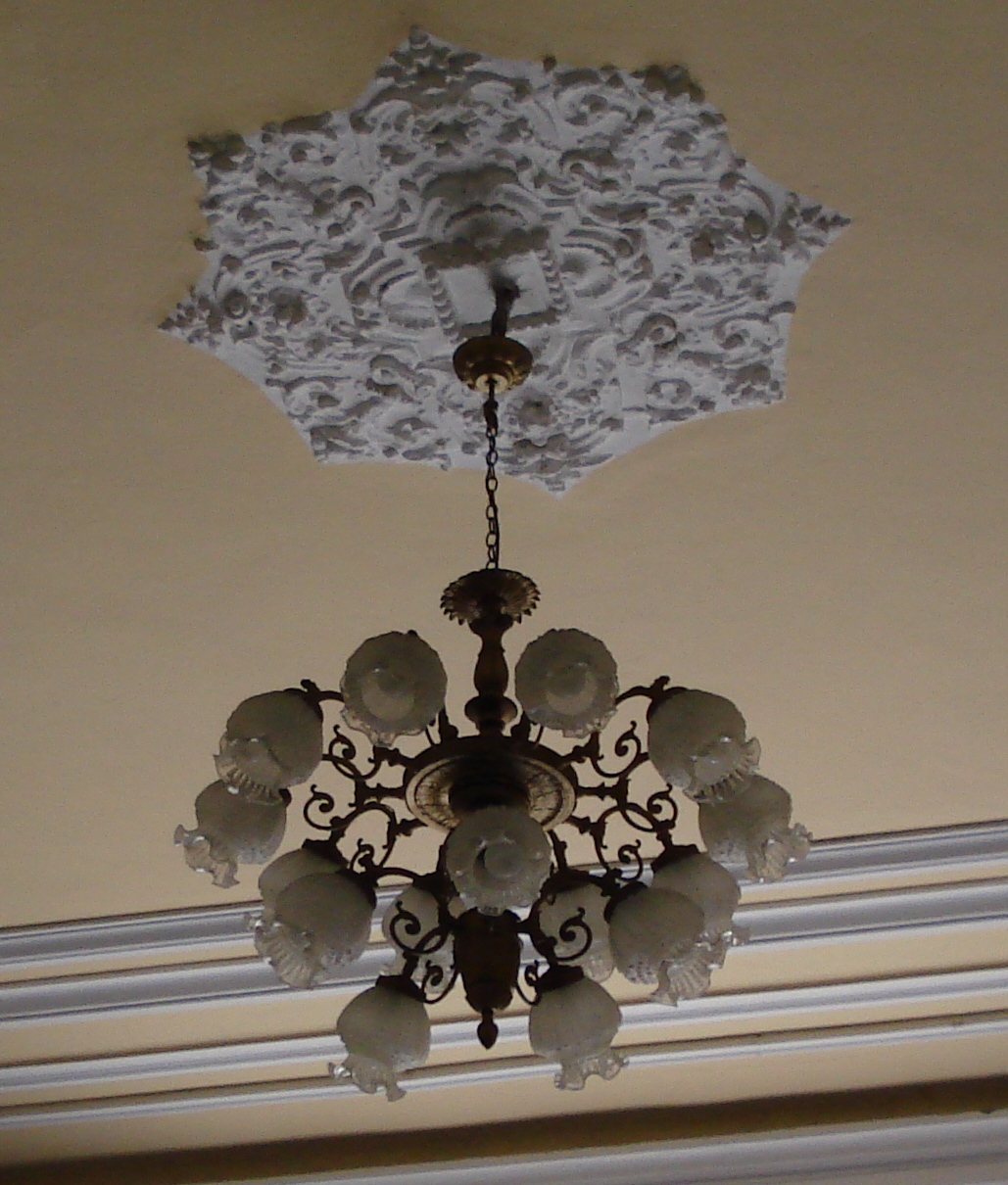
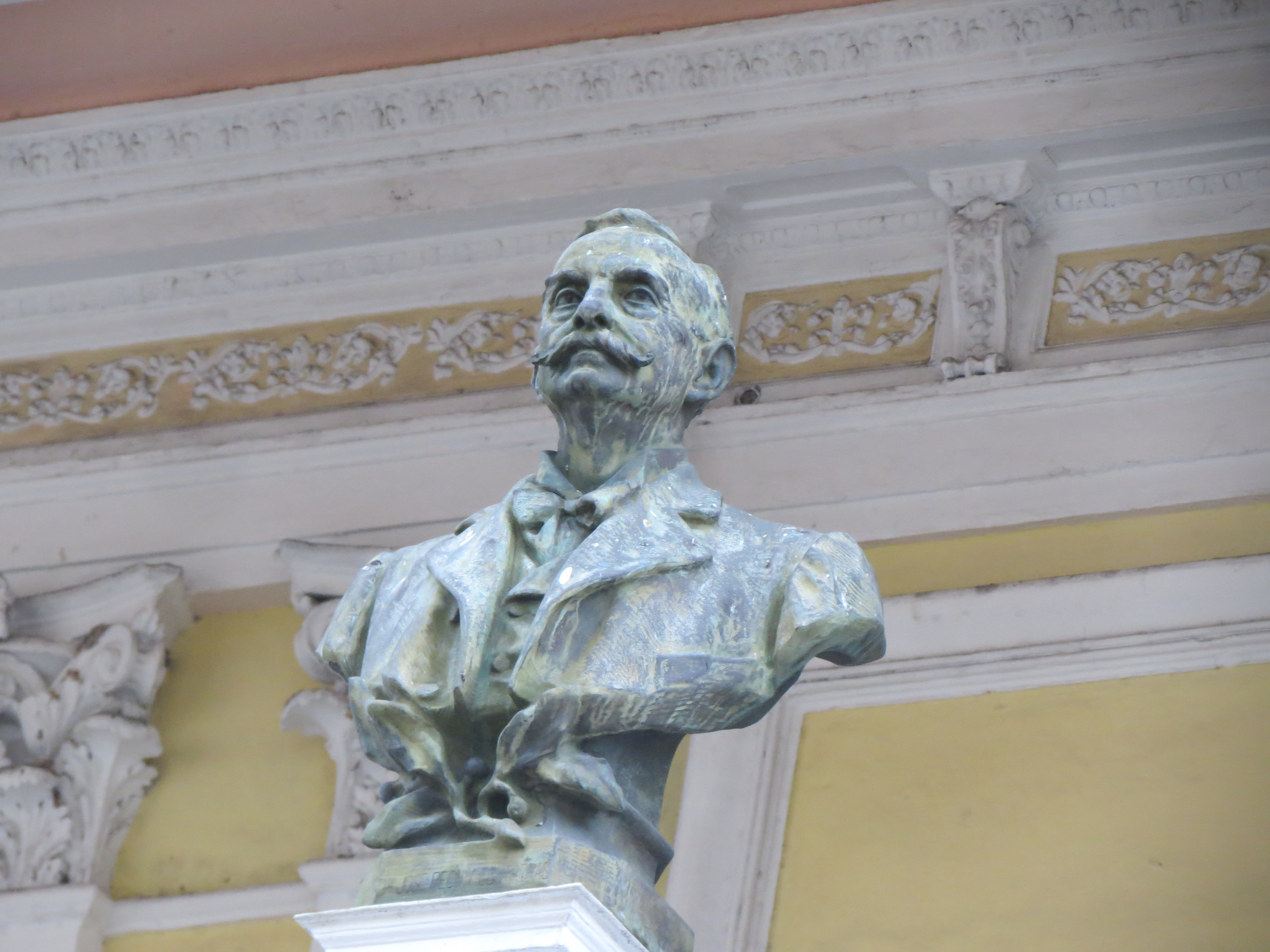
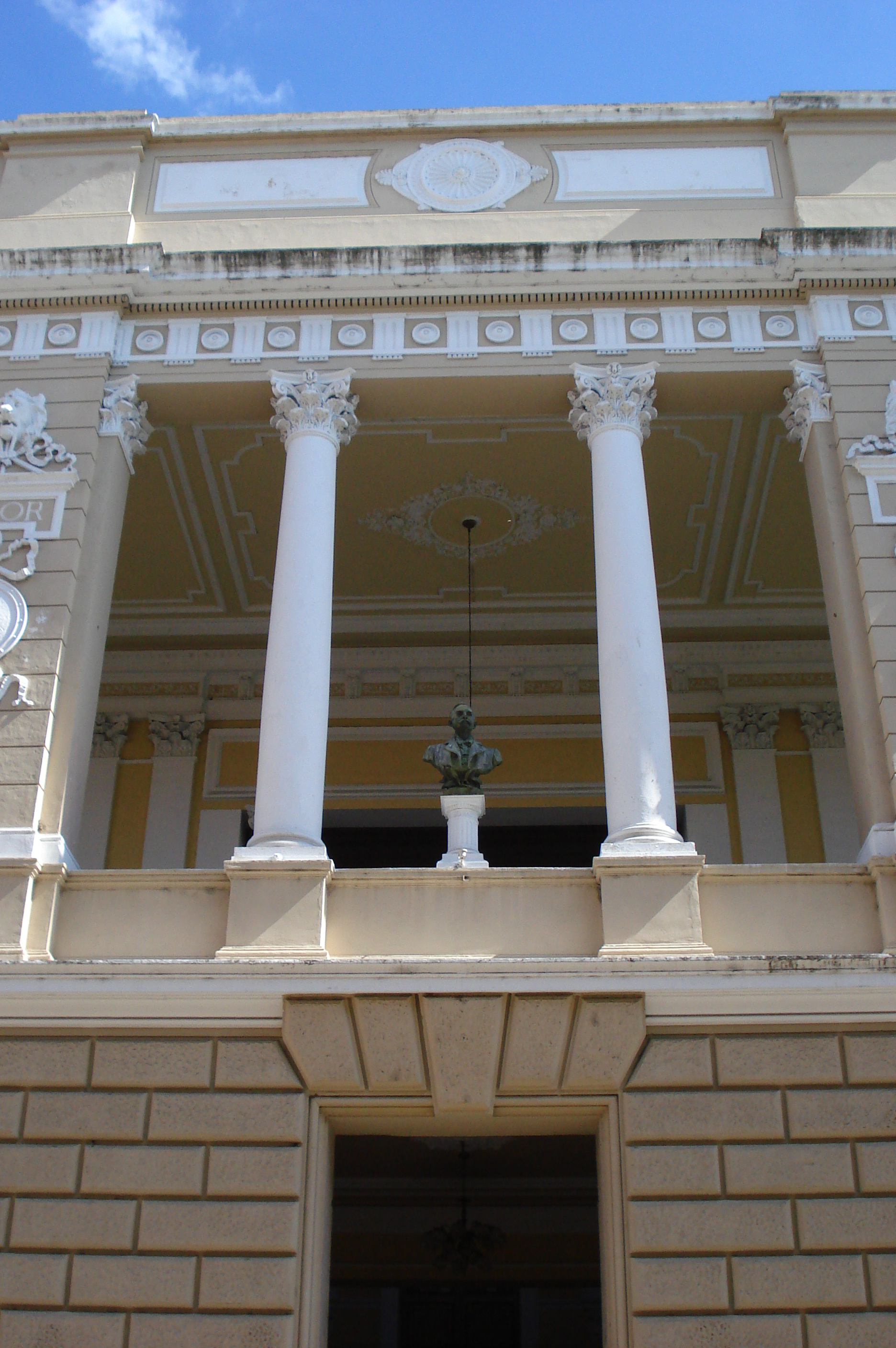